# Xhevdet Llumnica
Xhevdet Llumnica est un footballeur kosovar  né le 24 juin 1979 à Prishtina au Kosovo.

## Saison 2008
En 2008, Xhevdet évolue au Assyriska FF en 2e division suédoise de football. Après 9 journées de championnat, il a inscrit 5 buts et est le deuxième meilleur buteur du club derrière Marcos Ferreira (6 buts). Le club pointe alors en tête du classement du championnat.